# Vodoopskrba
Vodoopskrba je komunalna djelatnost koja se bavi dovodom i raspodjelom vode od izvorišta do potrošača. Zasniva se na vodoopskrbnom sustavu (vodovod), to jest skupu građevina i naprava, koji najčešće obuhvaća: izvorište, glavni dovodni cjevovod, objekte za poboljšanje vode (obrada vode), vodospremu, glavni opskrbni cjevovod i razdjelnu mrežu. Taj se sustav u osnovi razlikuje prema načinu dovoda (toka) vode, a može biti: 
- gravitacijski vodoopskrbni sustav, kada voda dotječe u cijelom sustavu isključivo pod tlakom zbog djelovanja sile teže;
- tlačni vodoopskrbni sustav, uspostavljen tlakom izravno iz crpki (sisaljki ili pumpi), uobičajen u nizinskim područjima i vrlo često u kombinaciji s vodotornjem;
- kombinirani vodoopskrbni sustav, koji uključuje oba navedena sustava i najčešće se primjenjuje.[1]

## Vodovod
Vodovod ili vodoopskrbni sustav je sustav građevina, uređaja i instalacija namijenjen opskrbi vodom stambenih naselja, industrije, a dijelom i poljoprivrede. Njime se vode zahvaćaju, pročišćavaju, dovode do mjesta potrošnje i raspodjeljuju. S obzirom na raspoložive i potrebne količine vode grade se komunalni i regionalni vodovodi. Komunalni vodovodi opskrbljuju jedno mjesto ili grad s prigradskim naseljima. Regionalni vodovodi grade se u područjima gdje nema dovoljno vode u blizini svakoga naselja, pa se voda zahvaća na jednome mjestu u regiji i provodi do više naselja. Prema načinu pogona, to jest ostvarivanja potrebnoga tlaka vode, vodovod može biti gravitacijski, tlačni ili mješoviti.

## Povijest
Početak gradnje vodovoda povezan je s razvojem prvih stambenih naselja. Poznati su podatci o izgradnji vodovoda oko 3000. pr. Kr. U starom su Egiptu bili kopani zdenci promjera 3 do 4 metra i dubine veće od 200 metara. Dizanje vode s velike dubine bilo je poznato u starom Egiptu, Babilonu i Kini; za to su se upotrebljavali uređaji s vjedrima i vitlima, a za razvođenje su služile keramičke, drvene ili olovne cijevi. Gradili su se vodovodi kojima se izvor nalazio daleko od naselja. U Jeruzalemu su sačuvani ostatci vodovoda izgrađenog oko 1000. pr. Kr. Velika naselja nicala su redovito na teritoriju s izobiljem vode (područje Eufrata i Tigrisa, dolina Nila), ali je opskrba vodom rješavana i vodovodima koji su dovodili vodu iz velikih daljina. Najpoznatiji starovjekovni sustavi vodovoda su iranski kanati i rimski akvadukti.
Izgradnja vodovoda osobito se razvila u grčkoj i rimskoj civilizaciji. U to su se doba gradili tuneli i mostovi za provođenje vode (akvedukt); poznati su, na primjer, vodovodni tunel duljine 1 kilometar, izgrađen za vodovod na grčkom otoku Samu (550. pr. Kr.), te rimski akvedukt preko rijeke Gard u Francuskoj (Pont du Gard), visok 48,77 metara. U Hrvatskoj je potkraj 3. i poč. 4. stoljeća izgrađen rimski vodovod duljine 9 kilometara za opskrbu Dioklecijanove palače u današnjem Splitu; akvedukti i tuneli toga vodovoda i danas se upotrebljavaju. Iz toga su doba u nas još pronađeni na primjer komadići olovnih cijevi koje su služile za dovod vode u Sisak ispod korita rijeke Kupe, ostatci vodovoda u Novalji na otoku Pagu i u Varaždinskim Toplicama.
U srednjem vijeku nastao je zastoj u razvoju vodoopskrbe. Početci ponovne izgradnje vodovoda u europskim gradovima zabilježeni su potkraj 12. i poč. 13. stoljeća. Međutim, u velikim gradovima Europe i Sjeverne Amerike suvremeni su vodovodni sustavi izgrađeni tek tijekom 19. stoljeća. U nas je značajna izgradnja vodovoda u Dubrovniku. Vodovod od izvora Šumet do grada, duljine oko 10 kilometara, izgrađen je od 1436. do 1437. Nakon vodovoda sagrađena je Velika Onofrijeva česma u središtu Dubrovnika.